# Yzeron
Yzeron è un comune francese di 980 abitanti situato nel dipartimento del Rodano della regione Alvernia-Rodano-Alpi.

## Storia

### Simboli
Lo stemma del comune si blasona:

## Società

### Evoluzione demografica
Abitanti censiti